# Fabrizio Dentice
Fabrizio Dentice (* um 1530 in Neapel; † 24. Februar 1581 in Parma) war ein italienischer Lautenist und Komponist.

## Leben und Wirken
Fabrizio Dentice, dessen Vater Luigi (1510–1566) ebenfalls Laute spielte und komponierte, erhielt seine Ausbildung zum Lautenisten noch in seiner Heimatstadt, ging dann aber nach Rom und lebte schließlich in Parma. Er war ein Produkt der damals zahllosen Musikschulen in Neapel und galt bei seinen Zeitgenossen als ein ausgezeichneter Instrumentalist.
Neben in seiner Zeit sehr populären Lautenstücken schuf er auch einiges an Vokalmusik, darunter Motetten und Madrigale.